# WinDbg
WinDbg是Microsoft Windows上的多用途调试器，可从微软网站上免费下载安装使用。可用于调试用户态下的应用程序、驱动程序，以及核心态下的操作系统自身。该软件是GUI界面，但与更为著名但功能稍弱的Visual Studio Debugger几乎完全不同。
WinDbg可调试核心态或用户态下的内存卸载文件。
WinDbg能从服务器自动装载匹配的调试符号文件，如PDB文件。调试符号文件在源代码文件与二进制可执行程序之间建立对应。Microsoft的公开的符号服务器提供了Windows 2000以后各版本操作系统及服务包的绝大部分符号。 
WinDbg较新版本作为免费的Debugging Tools for Windows套件的组成部分被发行，在WinDbg与命令行调试器前端如KD，CDB，NTSD之间共享了同一个调试器后端。

## 调试器扩展命令
WinDbg可以装入DLL扩展以增强调试器的命令。扩展命令总是以!为前缀。
例如，用于调试Common Language Runtime。SOS扩展用于调试.NET代码。Psscor2与Psscor4是SOS的超集。Psscor2是微软公司内部用于对.NET Framework versions 2到3.5做产品支持服务的工具。Microsoft直到2010年才公开发布了Psscor2，但在此数年前微软就已经公布了该扩展的命令。Psscor4支持.NET Framework versions 4。

## 与虚拟机配合
WinDbg可以调试运行于VMware、VPC、Parallels等虚拟机上的Microsoft Windows内核。

## 下载
WinDbg与Debugging Tools for Windows套件，可以作为Windows Driver Kit (WDK)或Microsoft Windows SDK的组成部分下载安装。也可以单独（standalone）下载安装，这只需要在安装WDK或SDK时，只选上Debugging Tools for Windows，清空其它安装选项即可。 